# Ciorvaș
Ciorvaș (în maghiară Csorvás) este un oraș în districtul Békéscsaba, județul Békés, Ungaria, având o populație de 5.176 de locuitori (2011). 

## Demografie
Componența etnică a orașului Ciorvaș
     Maghiari (96,77%)
     Slovaci (1,27%)
     Necunoscut (0,41%)
     Alții (1,55%)
Componența confesională a orașului Ciorvaș
     Fără religie (39,7%)
     Romano-catolici (22,37%)
     Luterani (7,34%)
     Reformați (4,35%)
     Atei (3,3%)
     Necunoscută (22,78%)
     Alte religii (0,81%)
Conform recensământului din 2011, orașul Ciorvaș avea 5.176 de locuitori. Din punct de vedere etnic, majoritatea locuitorilor (96,77%) erau maghiari, cu o minoritate de slovaci (1,27%). Apartenența etnică nu este cunoscută în cazul a 0,41% din locuitori. Nu există o religie majoritară, locuitorii fiind persoane fără religie (39,7%), romano-catolici (22,37%), luterani (7,34%), reformați (4,35%) și atei (3,3%). Pentru 22,78% din locuitori nu este cunoscută apartenența confesională.

## Orașe înfrățite
- Ozun, România
- Sládkovičovo, Slovacia
- Gornji Breg, Serbia